# Уваджима-Мару № 15
Уваджима-Мару № 15 (Uwajima Maru No. 15) — транспортне судно, яке під час Другої світової війни брало участь в операціях японських збройних сил на Тихому океані. 
Судно спорудили в 1913 році на верфі Ono Seikichi в Осаці. 
В якийсь момент «Уваджима-Мару № 15» реквізували для потреб Імперського флоту Японії. 6 серпня 1944-го судно перебувало у морі Банда за дві сотні кілометрів на південний схід від Амбону, де було виявлене та потоплене нідерландськими літаками B-25.